# Franck Goddio
Franck Goddio (* 1947 in Casablanca, Marokko) ist ein französischer Unterwasserarchäologe. Er wurde bekannt durch spektakuläre Entdeckungen, wie die versunkene Stadt Thonis-Herakleion, die versunkenen Königsviertel von Alexandria oder die spanische Galeone San Diego. Der gelernte Statistiker und Finanzberater führt seit 1985 rund um den Erdball Untersuchungen und Ausgrabungen im Meer im Auftrag der jeweiligen Staaten durch. Er hat ein vielköpfiges interdisziplinäres Expertenteam um sich versammelt und arbeitet eng mit staatlichen Behörden sowie international renommierten Forschungsinstituten zusammen. 2009 wurde Goddio mit dem französischen Orden der Ehrenlegion ausgezeichnet. Im selben Jahr wurde er zum Gastdozenten des Archäologischen Instituts der Universität Oxford ernannt. Seit 2018 ist Goddio Visiting Professor für Unterwasserarchäologie an der Universität Oxford. Goddio lebt in Madrid.

## Leben
Nach seinem Studium der Statistik und Mathematik an der École nationale de la statistique et de l’administration économique in Paris war Goddio als Finanzexperte Berater von Regierungen und internationalen Organisationen, wie den Vereinten Nationen. Als er 1983 ein Angebot der Weltbank zur Mitarbeit erhielt, lehnte er ab und orientierte sich völlig neu.
Jener Sinneswandel ging zum Teil auf seinen Großvater Eric de Bisschop zurück, der als Erfinder des modernen Katamarans gilt. Diesen Bootstyp hatte der Südseeforscher bei den polynesischen Fischern entdeckt und übernommen. Die Bücher und Filme von de Bisschops Expeditionen haben Goddio wiederum zu seinen Expeditionen unter Wasser inspiriert. Daher machte er seine „Leidenschaft für das Meer“ und dessen „verborgene Schätze“ zum Beruf und widmete sich seit den frühen 1980er Jahren beinahe ausschließlich seiner Forschungstätigkeit im Bereich der Unterwasserarchäologie. 1987 gründete er in Paris das private Europäische Institut für Unterwasser-Archäologie (Institut Européen d’Archéologie Sous-Marine, IEASM). Damit wollte er wissenschaftliche Forschungen im Auftrag jener Länder betreiben, die sich diese Projekte selbst nicht leisten können. Finanziert werden Goddios Arbeiten seit 1996 von der liechtensteinischen Hilti Foundation.

Bei seinen Forschungs- und Bergungsmissionen hält er strenge archäologische Standards ein, macht die entdeckten Gegenstände für die Öffentlichkeit zugänglich und arbeitet eng mit nationalen und lokalen Behörden, Wissenschaftlern und international renommierten Forschungsinstituten zusammen. Seit 2003 besteht eine Kooperation mit der Universität Oxford, wo das Oxford Centre for Maritime Archaeology gegründet wurde. Der Unterwasserarchäologe ist Autor mehrerer Bücher, wissenschaftlicher Artikel und Publikationen, in denen er über seine Forschungen und Bergungsarbeiten berichtet. Zusätzlich sind Dokumentarfilme von Discovery Channel, BBC, Point du Jour, Spiegel TV und ARTE produziert und weltweit ausgestrahlt worden.
Seit den 1990er Jahren entdeckte Goddio vierzehn historisch wertvolle Schiffe, die mehrere Jahrhunderte lang unentdeckt auf dem Meeresgrund gelegen hatten. Dazu gehörten unter anderem Dschunken aus dem 11. bis 15. Jahrhundert, die spanische Galeone San Diego, die Royal Captain, ein Schiff der British East India Company und die L’Orient, das Flaggschiff Napoleon Bonapartes. Einige seiner bedeutendsten Entdeckungen waren Teile des versunkenen Königviertels von Alexandria (1996) und die antiken Städte Herakleion und Kanopus in der Bucht von Abukir im Jahre 2000. Goddios Lieblingsfund sei eine Schrifttafel mit einem Dekret zu Zollvorschriften, welche offenbarte, dass die zuvor nicht zu lokalisierende Stadt Thonis identisch mit Herakleion sei. Mit seinem Kritiker und Fürsprecher, den Ägyptologen Jean Yoyotte, mit welchem er 13 Jahre lang zu Thonis-Herakleion zusammenarbeitete, verband ihn eine enge Freundschaft.
Goddios erfolgreiche Suche beruht auf dem Einsatz modernen Equipments. Neben 3D-Unterwasserfotografie, dem GPS für die Kartographierung, der Mehrstrahl-Bathymetrie und dem Seitenscanner-Sonar haben seine wissenschaftlichen Mitarbeiter in Zusammenarbeit mit der französischen Atomenergiekommission ein einmaliges Nuklearresonanz-Magnetometer entwickelt, auf dessen Basis auch die U-Boote der französischen Marine operieren.

## Ausstellungen
Funde von Goddios Forschungsarbeiten sind Teil nationaler Sammlungen und Museen: Nationalmuseum der Philippinen, Grand Egyptian Museum (GEM) in Gizeh, Museum der Bibliotheca Alexandrina, Graeco-Roman Museum Alexandria und das Nationalmuseum von Alexandria. In Absprache mit der philippinischen Antikenbehörde wurden Objekte aus Goddios Ausgrabungen dem Museo Naval de Madrid, dem Guimet-Museum (Musée des arts asiatiques-Guimet, Frankreich) und dem Marinemuseum in Port Louis geschenkt.
Außerdem wurden folgende internationalen Wanderausstellungen von Goddio kreiert und organisiert:
- 2006–2009 Wanderausstellung Ägyptens versunkene Schätze, Martin-Gropius-Bau (Berlin), Grand Palais (Paris, Frankreich), Bundeskunsthalle Bonn, Matadeor (Madrid, Spanien), Venaria Reae (Turin, Italien), Pacifico (Yokohama, Japan).
- 2010–2013 Ausstellungstournee Cleopatra – The Search For The Last Queen of Egypt in den USA[13]
- 2015–2021 Wanderausstellung Osiris, Mystères engloutis d'Égypte, Institut du Monde Arabe (Paris),[14] British Museum London (unter dem Titel Sunken Cities, Egypt's lost worlds),[15] Museum Rietberg, Zürich (Osiris, das versunkene Geheimnis Ägyptens), Saint Louis Art Museum, USA[16][17] Minneapolis Institute of Art,[18] Ronald Reagan Presidential Library and Museum, Virginia Museum of Fine Arts[19]

## Expeditionen (Auswahl)
- 1991: die spanische Galeone San Diego, gesunken 1600 mit reicher Ladung Porzellan, bei Manila, Philippinen
- 1996–2003: das versunkene Viertel der königlichen Paläste im Hafenbecken von Alexandria, Ägypten[20]
- 1997: die Dschunke von der Lena-Sandbank, Lena Shoal Dschunke, mit Keramik der Ming-Dynastie, Philippinen
- 1997: die 1773 gesunkene Royal Captain der englischen Ostindien-Kompanie, Palawan, Philippinen
- 1998/1999: die verlorene Flotte Napoleons mit seinem Flaggschiff L’Orient aus der Schlacht gegen Admiral Nelson 1798, Abukir, Ägypten
- 2000–2003: die ägyptische Hafenstadt Herakleion (das antike Thonis), deren tatsächliche Existenz – bis dahin nur aus antiken Schriften bekannt – bewiesen wurde, sowie Teile der Stadt Kanopus in der Bucht von Abukir, Ägypten[21]
- 2002: die Dschunke Santa Cruz mit über 10.000 Stücken chinesischen Porzellans aus dem 15. Jahrhundert, original verpackt, Philippinen
- 2003: das französische Sklavenschiff Adelaide, gesunken 1714, Kuba
- ab 2004: Durchführung von unterwasserarchäologischen Untersuchungen und Messungen vor der Küste der Philippinen mithilfe des Einsatzes von neu entwickelten geophysischen Ortungsgeräten.
- ab 2004: Untersuchungen und Ausgrabungen vor der Küste Ägyptens in der Bucht von Abukir, in den Stätten Kanopus und Thonis-Herakleion sowie Studien über die Topografie der Region. Weiterführende Ausgrabungen im Osthafen von Alexandria.

## Buchveröffentlichungen
- mit J.-P. Desroches et al.: Die Schätze der San Diego, Staatliche Museen zu Berlin, Preussischer Kulturbesitz, Berlin, 1997, ISBN 3-87024-380-5
- Weisses Gold, Steidl Verlag, Göttingen 1997, ISBN 3-88243-537-2
- Versunkene Schätze. Archäologische Entdeckungen unter Wasser. Theiss, Stuttgart 2005, ISBN 3-8062-1931-1
- mit Manfred Clauss (Hrsg.), Fotografien von Christoph Gerigk: Ägyptens versunkene Schätze. Prestel Verlag, München 2006, 464 S., zahlr. farb. Abb., ISBN 978-3-7913-3544-5, ISBN 3-7913-3544-8
- Schätze aus den sieben Weltmeeren, Prestel Verlag, München 2007, ISBN 978-3-7913-3634-3
- Underwater Archaeology in the Canopic Region – The Topography and Excavation of Heracleion-Thonis and East Canopus (1996–2006), Oxford Centre for Maritime Archaeology, Oxford 2007, ISBN 978-0-9549627-3-9
- mit Zahi Hawass, Cleopatra – The Search for the last Queen of Egypt, National Geographic, Washington D.C. 2010, ISBN 978-1-4262-0545-3
- mit Damian Robinson (Hrsg.), Thonis-Heracleion in context, Oxford Center for Maritime Archaeology, Oxford 2015, ISBN 978-1-905905-33-1
- mit David Fabre, Osiris – Das Versunkene Geheimnis Ägyptens, Prestel Verlag 2017, ISBN 978-3-7913-5596-2
- mit Aurélia Masson-Berghoff, „Sunken cities, Egypt's lost worlds“, London, 2016, ISBN 978-0-500-29237-2
- mit Sylvie Cauville, Göttinger Miszellen – Beiträge zur ägyptologischen Diskussion (Heft 253/2017), „De la Stèle du Satrape (lignes 14-15) au Temple de Kom Ombo“ (n° 950), S. 45–54
- mit Damian Robinson (Hrsg.), Constructing, Remaking and Dismantling Sacred Landscapes in Lower Egypt from the Late Dynastic to the Early Medieval Period, Oxford Center for Maritime Archaeology, University of Oxford 2021, ISBN 978-1-9989943-0-4

## Dokumentarfilme
- Discovery Channel Produktionen, die weltweit ausgestrahlt wurden:
  - Kleopatras versunkener Palast – auf der Suche nach einer Legende
  - Städte auf dem Meeresgrund
  - Herakleion – Eine Stadt taucht auf
  - Napoleons versunkene Flotte Buch und Regie der deutschen Fassung: Thorsten Leonhardt
  - Der Schatz der Royal Captain Buch und Regie der deutschen Fassung: Thorsten Leonhardt
- Die Schätze der San Diego – Tauchfahrt in die Vergangenheit. Dokumentation, 1997, Regie: Torsten Sasse, Produktion: ARD
- Tauchfahrt in die Vergangenheit: Chinas Erben. Produktion: ZDF-Expedition, Erstausstrahlung: 12. September 2004.
- Das Erbe der Pharaonen – Schätze auf dem Meeresgrund. Dokumentation, 45 Min., Buch und Regie: Christopher Gerisch, Produktion: ZDF, Erstausstrahlung: 18. Juni 2006.
- Ägyptens Versunkene Schätze ziehen um. 50 Min., Erstausstrahlung: VOX, 10. April 2007, Inhaltsangabe von Spiegel TV
- Franck Goddio: Auf den Spuren versunkener Schätze (DVD) Spiegel TV, 2006, ISBN 3-937901-24-8 (Deutsch/Englisch) Spiegel Online
- Ägyptens versunkene Hafenstadt – Ein Mythos taucht auf. Produktion: Arte, Erstausstrahlung: 11. Mai 2013